# Hi-5 Uk
Hi-5 United Kingdom (abreviado como Hi-5 UK, o más precisamente en español como Hi-5 Reino Unido o Hi-5 Británico) fue una serie de televisión para niños en el país. Basado en las temporadas de la serie australiana original Hi-5. Como lo fue también la segunda vez que algunos episodios fueron adaptados, la primera fue la versión americana. Contó con sólo 40 episodios en la primera temporada, sin embargo, divididos en mitades en 2008 y 2011. 
Esta versión también incluye los títeres Jup-Jup y Chinni, pero con apariencias nuevas.
Al igual que las temporadas del elenco original de Hi-5 (Australia), esta versión no fue exhibida en América Latina , cuando fue liberado el Hi-5 Australia en noviembre de 2009.

## Miembros de Hi-5 UK
Una característica notable de esta versión es que los integrantes siempre se vestían del mismo color:
- Chris Edgerley (color azul) - segmento de la música, como Tim Harding, Stevie Nicholson, Tim Maddren y Ainsley Melham
- Emma Nowell (color amarillo) - segmento de las palabras, como Kellie Hoggart, Casey Burgess y Lauren Brant
- Luke Roberts (color rojo) -segmento de las formas, como Nathan Foley y Stevie Nicholson
- Cat Sandion (color verde) - segmento de los rompecabezas, como Kathleen de Leon, Sun Park, Fely Irvine y Dayen Zheng
- Jenny Jones (color rosa) - segemento del movimiento, como Charli Robinson, Lauren Brant y Mary Lascaris

### Otras Segmentos
- Intro
- El dato de hoy (con Chris y Cat)
- Canciones de la semana
- Cuentos
- Créditos

## Temas/ Episodios
- Música. El título oficial de esta canción es Sigue el Ritmo
- Sentidos. El título oficial de esta canción es Cinco Sentidos
- Colores. El título oficial de esta canción es Colores del Arcoíris
- Animales. El título oficial de esta canción es Hay Animales
- Pretender. El título oficial de esta canción es Puedo ir a cualquier parte
- Sentimientos. El título oficial de esta canción es Sentimientos
- Familia. El título oficial de esta canción es Dale un Five
- Amigos. El título oficial de esta canción es Amigos para Siempre

Las primeras cuatro canciones fueron tomadas de la adaptación anterior, como el Hi-5: USA.